# Сядайхадыта
Сядайхадыта (устар. Сядой-Ходыта) — река в России, протекает по Ямало-Ненецкому АО. Устье реки находится в 60 км по правому берегу протоки Самбургъяха реки Пур. Длина реки составляет 45 км.

## Данные водного реестра
По данным государственного водного реестра России относится к Нижнеобскому бассейновому округу, водохозяйственный участок реки — Пур. Речной бассейн реки — Пур.
Код объекта в государственном водном реестре — 15040000112115300061685.